# Rollenverzicht
Der Begriff Rollenverzicht benennt die in Österreich gängige Praxis, dass der Bundespräsident sich nicht in das „politische Tagesgeschäft“ einmischt und dass er die seinem Amt von der Verfassung Österreichs zugemessenen Möglichkeiten nicht ausschöpft.

## Geschichte
In der 1920 beschlossenen Erstfassung des Bundes-Verfassungsgesetzes (B-VG) war die Rolle des Bundespräsidenten politisch sehr schwach ausgestaltet, da vor allem die Sozialdemokraten vom Parlament als oberstem Staatsorgan ausgingen. Weder ernannte er die Bundesregierung, noch konnte er den Nationalrat auflösen oder war Oberbefehlshaber des Bundesheeres.
Durch die Verfassungsänderung von 1929 wurden die Kompetenzen des Bundespräsidenten erweitert und gleichzeitig jene des Parlamentes geschwächt. Die Novelle zum B-VG wurde vor allem auf Druck des konservativen christlichsozialen Lagers beschlossen, das der Parlamentsherrschaft mittlerweile sehr skeptisch gegenüberstand und die Schaffung eines starken Führungsorgans, ähnlich dem deutschen Reichspräsidenten, erreichen wollte.
Um die für die Verfassungsänderung notwendige Zweidrittelmehrheit zu erreichen, mussten die Christlichsozialen allerdings der oppositionellen Sozialdemokratie Zugeständnisse machen. Diese blieb zwar eine Anhängerin der ausschließlich parlamentarischen Demokratie, ließ sich aber zur Aufwertung des Amtes des Bundespräsidenten unter der Bedingung überreden, dass eine enge Bindung des Staatsoberhauptes an die Vorschläge anderer Staatsorgane erfolgte.
Der Bundespräsident erhielt nun zwar das Recht, die Regierung zu ernennen und zu entlassen, diese blieb aber dem Nationalrat verantwortlich und konnte weiterhin durch Misstrauensvotum gestürzt werden. Außerdem erhielt das Staatsoberhaupt die Möglichkeit, den Nationalrat aufzulösen, jedoch nur auf Antrag der Bundesregierung und nicht zweimal aus dem gleichen Grund. Weiters erhielt der Bundespräsident zwar den formalen Oberbefehl über das Bundesheer, nicht jedoch die Verfügungsgewalt über das Heer. Er ernennt die obersten Richter und Bundesbeamten, ist aber auch hier an Vorschläge anderer Organe gebunden.
In Art. 67 Abs. 1 wurde eine Generalklausel in die Verfassung aufgenommen, nach der alle Rechtsakte des Bundespräsidenten, soweit nicht anders bestimmt, auf Vorschlag der Bundesregierung zu erfolgen haben.
Der letzte Bundespräsident der Ersten Republik, Wilhelm Miklas, übte seinen „Rollenverzicht“ in einer für den Staat desaströsen Situation aus: Obwohl er von über einer Million Bürgern in einer Petition dazu aufgefordert worden war, unterließ er es, die verfassungsbrüchige Regierung Dollfuß 1933 zu entlassen; im Gegenteil, er deckte den weiteren Verfassungsbruch bis zum „Anschluss“ 1938.

## Der Bundespräsident in der Zweiten Republik

### Amtsverständnis nach 1945
Die Stellung des Bundespräsidenten wurde 1929 zwar theoretisch enorm aufgewertet, in der Praxis sind seine Möglichkeiten aber weiterhin beschränkt, da er in den meisten Fällen ohne einen Antrag der auf Grund der letzten Nationalratswahlen zustande gekommenen Bundesregierung gar nicht initiativ werden kann, ohne das jahrzehntelang üblich gewesene Amtsverständnis zu ändern.
In der öffentlichen Wahrnehmung der Zweiten Republik erscheint der Bundespräsident meist als „überparteilicher Schlichter“, der mahnend und warnend auftritt, selbst aber kaum politische Initiativen setzt. Tatsächlich haben die Bundespräsidenten bisher (Stand 2024) von wichtigen Kompetenzen kaum oder nie Gebrauch gemacht.
Seit 1929 hat das Staatsoberhaupt auf Vorschlag der Regierung nur einmal den Nationalrat aufgelöst (1930, nach dem Scheitern zweier Regierungen binnen eines Jahres), in der Zweiten Republik bisher (Stand 2015) noch nie. Genauso wenig hat der Bundespräsident jemals eine Bundesregierung gegen deren Wunsch entlassen, einen Landtag aufgelöst oder sein Notverordnungsrecht ausgeübt.
Bisher wurde nur einmal (von Heinz Fischer) die Beurkundung eines Gesetzes aus materiellrechtlichen Gründen verweigert. Bundespräsident Körner hat 1953 den Versuch der ÖVP, eine kleine statt der großen Koalition zu bilden, vereitelt. Er kündigte an, eine solche Regierung keinesfalls zu bestellen.
Bei der Ernennung hoher Staatsbeamten und Richter kam es nur gelegentlich zu Widerständen von Seiten des Bundespräsidenten.

### Änderungsversuche Thomas Klestils
Mit dem Slogan „Macht braucht Kontrolle“ zog 1992 Thomas Klestil in die Hofburg, den Amtssitz des Bundespräsidenten, ein. Seine Absicht, die Rolle des Bundespräsidenten im politischen Gefüge zu stärken, scheiterte jedoch großteils am Widerstand der Bundesregierung. So konnte er, entgegen seinen ursprünglichen Intentionen, weder den EU-Beitrittsvertrag unterschreiben noch wurde er Vertreter Österreichs bei den Sitzungen des Europäischen Rates der Staats- und Regierungschefs. (Dies wäre auch äußerst unpraktisch gewesen, da er politische Handlungen im Rat nur auf Vorschlag des Bundeskanzlers vornehmen hätte dürfen.)
Nachdem Klestil die langjährige Praxis, jeweils den Erstgereihten des Dreiervorschlages des Nationalrates zum Verfassungsrichter zu ernennen, beendet und den Drittgereihten ernannt hatte, änderte die große Koalition die Verfassung dahingehend, dass dem Präsidenten nun nur mehr ein Vorschlag unterbreitet werden muss. Diesen kann er zwar weiterhin ablehnen, er ist aber seiner ursprünglichen Wahlmöglichkeit beraubt.
Selbst die Angelobung einer kleinen Koalition zwischen ÖVP und FPÖ, die ihm stark widerstrebte, konnte Klestil zwei Mal nicht verhindern, da keine andere Regierungskonstellation die Mehrheit des Nationalrates hinter sich gehabt hätte. Er lehnte jedoch die Bestellung zweier FPÖ-Minister ab, gegen die strafrechtliche Ermittlungen geführt wurden, außerdem ernannte er für die Bundesregierung Schüssel I den damaligen ÖVP-Obmann Schüssel zum Bundeskanzler, obwohl die FPÖ mehr Stimmen hatte.
Das Beispiel Klestils zeigt, dass die Sozialdemokraten 1929 tatsächlich eine Präsidialrepublik weitestgehend verhindert haben, wie sie wollten, und dass die jeweilige Bundesregierung von einem Bundespräsidenten aus dem gleichen politischen Lager kaum abhängig ist. In Hinblick darauf hat sich der „Rollenverzicht“ in der Realverfassung großteils durchgesetzt.

### Amtsverständnis aktuell
Klestils Nachfolger Heinz Fischer, der 2004 bis 2016 amtierte, wich von dieser Praxis kaum ab. Zwar hat er die Beurkundung eines Gesetzes verweigert, seine Repräsentations- und Ernennungsbefugnisse hat aber auch er wie üblich in weiten Teilen an andere Organe delegiert. Die Einflussnahme auf die Regierung fand zumeist hinter den Kulissen statt: Bei Entscheidungen, die ohne den Bundespräsidenten nicht zustande kommen, wurde bereits im informellen Vorfeld geklärt, ob bzw. was der Bundespräsident unterschreiben wird.